# Lomaria aggregata
Lomaria aggregata là một loài dương xỉ trong họ Blechnaceae. Loài này được Colenso mô tả khoa học đầu tiên năm 1888.
Danh pháp khoa học của loài này chưa được làm sáng tỏ. 